# IBM Simon

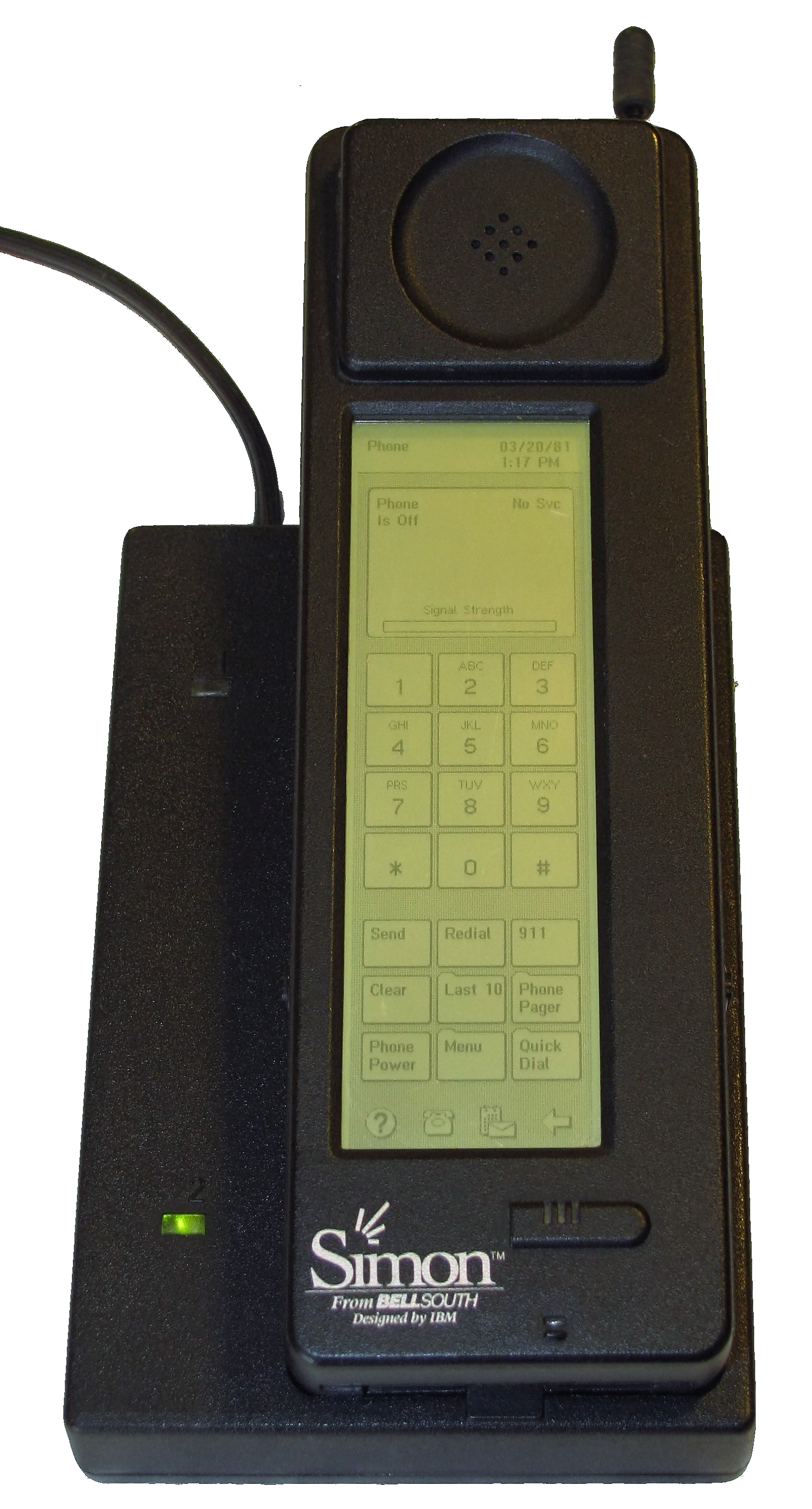
IBM Simon на зарядной станции

IBM Simon («Саймон») — персональное мобильное коммуникационное устройство, в котором впервые были объединены функции сотового телефона и карманного компьютера, что через несколько лет стало называться смартфоном. Разработано американской корпорацией IBM совместно с телекоммуникационной компанией BellSouth.

## История
Simon был впервые показан в ноябре 1992 года как концепт-продукт на COMDEX, выставке достижений телекоммуникационной отрасли в Лас-Вегасе. Созданный в 1993 году аппарат сочетал черты мобильного телефона, КПК, пейджера и факса. После некоторой задержки, в 1994 году он был выпущен в продажу в 190 городах 15 штатов США по цене 899 долларов с контрактом оператора BellSouth или 1099 долларов без контракта.

## Функции
Помимо полного спектра коммуникационных возможностей, аппарат имел функции органайзера (календарь, блокнот, адресная книга) и калькулятора, отображал мировое время, позволял отправлять и получать факсы, работать с электронной почтой (без вложенных файлов), а также содержал несколько игр. Он мог действовать как пейджер: если входящий звонок оставался без ответа, вызывающий абонент мог оставить номер телефона, который записывался в меню Саймона.

## Конструкция
Simon стал первым сенсорным телефоном в мире. Физических клавиш управления у него не было — выбор номеров телефона, создание текстовых заметок и другие действия совершались посредством сенсорного экрана при помощи стилуса. Для ввода текста на экране отображалась либо маленькая QWERTY-клавиатура, либо уникальная «интеллектуальная» клавиатура PredictaKey — она предлагает следующие шесть символов, которые, скорее всего, будут использоваться, и позволяет прокручивать по алфавиту ещё по шесть прогнозируемых букв.
Simon поддерживал работу с PCMCIA-картой памяти, а также мог подключаться по последовательной шине к персональному компьютеру через 33-контактный разъём. Сверху аппарат имел выдвижную антенну. Штатный аккумулятор обеспечивал около 1 часа работы (разговора или передачи данных) и от 8 до 12 часов в режиме ожидания. За дополнительные 78 долларов предлагался аккумулятор большей ёмкости.

## Технические характеристики
- Поддерживаемый стандарт сотовой связи: AMPS
- Процессор: Vadem 16 МГц, 16 бит.
- Дисплей: 4,7 дюйма; 160x293 пикселей.
- Размеры: 200х64х38 мм.
- Вес: 623 г (без зарядной станции).
- Оперативная память: 1 МБ.
- Внутренняя память: 1 МБ, слот PCMCIA.
- ОС: ROM-DOS.
- Коммуникации: модем 2400 bps.
- Питание: основной никель-кадмиевый аккумулятор (7,5 вольта) и резервный литиевый аккумулятор (для сохранения данных при разряженной или удалённой основной батарее)[4].